# Шереметьєв Василь Олександрович
Василь Олександрович Шереметєв (1795 - 1862) - глава ряду губерній Російської імперії, міністр державного майна (1856-1857); дійсний таємний радник (з 1857).

## Біографія
Походив із дворянської гілки роду Шереметєвих. Народився 20 (21) серпня  1795 року - син гвардії капітан-поручика Олександра Володимировича Шереметєва (1742-1803) від другого шлюбу з княжною Оленою Василівною Голіциною (1770-1851).
Здобув домашню освіту. Почав службу 1805 року в канцелярії московського військового генерал-губернатора. Потім якийсь час був на військовій службі, в червні 1816 вийшов у відставку. Оселившись у своєму маєтку в Мценському повіті Орловської губернії, зайнявся сільським господарством. У 1819 був присвячений масонство в петербурзькій ложі «Вибраного Михайла», якою керували Ф. Толстой та Ф. Глінка.
Обіймав посади мценського повітового (1830-1833) та губернського (1833-1838) предводителя дворянства. У 1834 році був удостоєний придворного звання камергера.
Цивільний губернатор Харківської (і.д. у 1838—1839), Чернігівської (1839—1841; до груд. 1839 — і.д.) та Петербурзької (1841—1843) губерній. З 1841 по 1843 був членом Опікунської ради закладів громадського піклування в Санкт-Петербурзі. З червня 1843 по березень 1847 - товариш міністра юстиції (і.д. до 1845), неодноразово керував міністерством (в т. ч. в липні - вер. 1843 і з 1 по 29 вересня 1844, в липні 1845 - 6 ). З березня 1847 року член Комісії прохань, що подаються на ім'я імператора, а також почесний опікун Санкт-Петербурзької присутності Опікунської ради. Керуючий позичковою скарбницею Санкт-Петербурзького виховного будинку (1848-1856).
Найвищим указом від 30 серпня 1856 року, на пропозицію П. Кисельова він був призначений на посаду міністра державного майна. Вступив на посаду міністра у жовтні 1856 року та був звільнений за станом здоров'я 17 квітня 1857 року з присвоєнням чину дійсного таємного радника та призначенням членом Державної ради. Фактично керував міністерством менше двох місяців, оскільки у грудні 1856 року в нього стався інсульт. До його звільнення з посади та призначення членом Державної ради справами міністерства керував товариш міністра державних майнов Д. Хрущов.
За словами князя П. Долгорукова, Шереметєв був «людина благородна і чесного характеру, але цілком просякнута відданістю до старого порядку речей». Між ним та Хрущовим не було нічого спільного. Зіткнення між ними були неминучими і відбувалися в самій різкій формі. Обидва не винесли цього часу. Хрущов захворів на душевну хворобу, а Шереметєва збагнув параліч.
Проживав із сім'єю у будинку на Великій Конюшенній проти Конюшенного відомства. Шереметєв займав квартиру нижнього поверху з досить високими кімнатами, переповненими картинами.
Помер 11 (23) квітня 1862 року. Похований у Сергієвій Приморській пустелі.

## Нагороди
- Орден Святої Анни 2-го ступеня.
- Орден Святого Станіслава 1-го ступеня (1841).
- Орден Святої Анни 1-го ступеня (1843).
- Орден Білого Орла (1847).
- Орден Святого Володимира 2-го ступеня (1850).
- Відзнака за XXX років бездоганної служби (1855).
- Орден Святого Олександра Невського (1852, алмазні знаки до ордена - 1856).

Іноземні:
- Прусський Орден Червоного орла 2-го ступеня із зіркою (1842).

## Сім'я
|                             |  |  |
| Подружжя Шереметєвих (1859) |  |  |

Дружина (з 16 січня 1827) - Юлія Василівна Шереметєва (1800-1862), фрейліна двору, дочка генерал-майора Василя Шереметєва. Вінчання було в Москві в Софійській церкві на Луб'янці. Юлія Василівна захоплювалася живописом та знімала копії з відомих картин. За словами графа С. Шереметєва, вона була жінка добра, дещо метушлива і нервова, балакуча, запальна і вимоглива. Наприкінці 1850-х років вона була «досить повною дамою з кирпатим носом і в старечому чепці, схожа типом на свою матір». Вона дуже дорожила своєю проналежністю до Шереметєвих і говорила неодноразово, що хотіла б продовження шлюбів між Шереметьєвими. Гаряче любила своїх братів і схилялася перед старшим. Звільнення чоловіка від міністерського поста її дуже бентежило, а ще більше їй не подобалося призначення йому наступника Муравйова. Вона не приховувала свого невдоволення і навіть голосно висловлювала його.
З чоловіком своїм, людиною великого зросту і в молодості дуже гарним, вона жила в повній згоді. У шлюбі народилися сини - Василь (1828-1890; камер-юнкер; художник-дилетант) та Олександр (1831-1890; ватажок дворянства Орловської губернії). Обидва брати в кінці свого життя жили в Парижі, де й померли.